# Dale Stewart
Pour les articles homonymes, voir Stewart.
Dale Stewart (né le 30 novembre 1979 à Irene en Afrique du Sud) est le bassiste du groupe de grunge Seether.  
En 1999, il rencontre Shaun Morgan et David Cohoe avec qui il va former dans un premier temps le groupe Saron Gas, qui deviendra Seether en 2002. Jusqu'à Karma And Effect, album paru en 2005, la basse de Dale Stewart est restée assez secondaire au niveau sonore du fait de la présence imposante des guitares de Shaun Morgan et Pat Callahan (qui a d'ailleurs quitté le groupe en 2006). Mais sur l'album Finding Beauty In Negative Spaces d'octobre 2007, on entend nettement plus la basse qui possède un réel rôle mélodique comme sur des titres tels que « Fake It » ou « No Jesus Christ ». Cependant, Dale Stewart reste un bassiste très carré et ne s'aventure pas dans des arpèges compliqués, il préfère suivre les lignes de guitare de Shaun en gardant un rythme parfait.
Dale Stewart joue parfois de la guitare au sein de Seether, notamment dans le live acoustique One Cold Night enregistré en 2005, sur le titre Broken.